# 京都医療科学大学
京都医療科学大学（きょうといりょうかがくだいがく、英語: Kyoto College of Medical Science）は、京都府南丹市園部町小山東町今北1-3に本部を置く日本の私立大学。1927年創立、2007年大学設置。
設置者は島津製作所の関連法人学校法人島津学園。

## 概要
当大学は京都府にキャンパスを有する、診療放射線技師養成機関として日本で最も長い歴史を持つ単科大学である。
建学の精神として「品性を陶冶し有為の技術者を養成するを以て目的とす」と定め、放射線技術学の進歩とともに教育・施設の充実をはかり、診療放射線技師養成ただ一筋に歩み続けてきた。
創立から90年の歴史の中で、少人数教育による指導を実施。
定期試験や単位取得のみに照準を置きがちな学生が多くいる中、「国家試験合格」「社会に貢献する医療人」などの目標を見失うことなく学べる環境を目指している。
当大学を卒業することにより受験資格が得られる「診療放射線技師国家試験」では毎年全国平均を超える合格率を挙げ、「第1種放射線取扱主任者」を在学中に合格する学生も輩出している。

## 沿革
- 1927年（昭和2年）9月 - 各種学校「島津レントゲン技術講習所」創立
- 1935年（昭和10年）2月 - 校名を「レントゲン技術専修学校」と改称
- 1970年（昭和45年）4月 - 校名を「京都放射線技術専門学校」と改称
- 1977年（昭和52年）11月 - 各種学校から専修学校に変更
- 1983年（昭和58年）4月 - 校名を「京都医療技術専門学校」と改称
- 1988年（昭和63年）12月 - 「京都医療技術短期大学」の設置認可
- 1989年（平成元年）4月 - 「京都医療技術短期大学」開学
- 2006年（平成18年）11月 - 「京都医療科学大学」設置認可
- 2007年（平成19年）4月 - 「京都医療科学大学」開学

## 基礎データ

### 所在地
- 京都医療科学大学（京都府南丹市園部町）

## 学部
- 医療科学部
  - 放射線技術学科

## 大学院
- なし

## 施設

### キャンパス
京都医療科学大学
- 〒622-0041京都府南丹市園部町小山東町今北1-3、北緯35度6分8.2秒 東経135度28分45.5秒
- ※交通アクセスについては、公式サイトを参照すること。

## 対外関係

### 国際交流
- 山東医学高等専科学校（中国）
- 元培醫事科技大學（台湾）

## 公式サイト
- 京都医療科学大学

座標: 北緯35度6分8.2秒 東経135度28分45.5秒 / 北緯35.102278度 東経135.479306度